# Eurhadina ribauti
Eurhadina ribauti är en insektsart som beskrevs av Wagner 1935. Eurhadina ribauti ingår i släktet Eurhadina och familjen dvärgstritar. Enligt den finländska rödlistan är arten starkt hotad i Finland. Arten är reproducerande i Sverige. Artens livsmiljö är lundskogar. Inga underarter finns listade i Catalogue of Life.